# Romulea flava
Romulea flava es una planta de la familia de las iridáceas. 

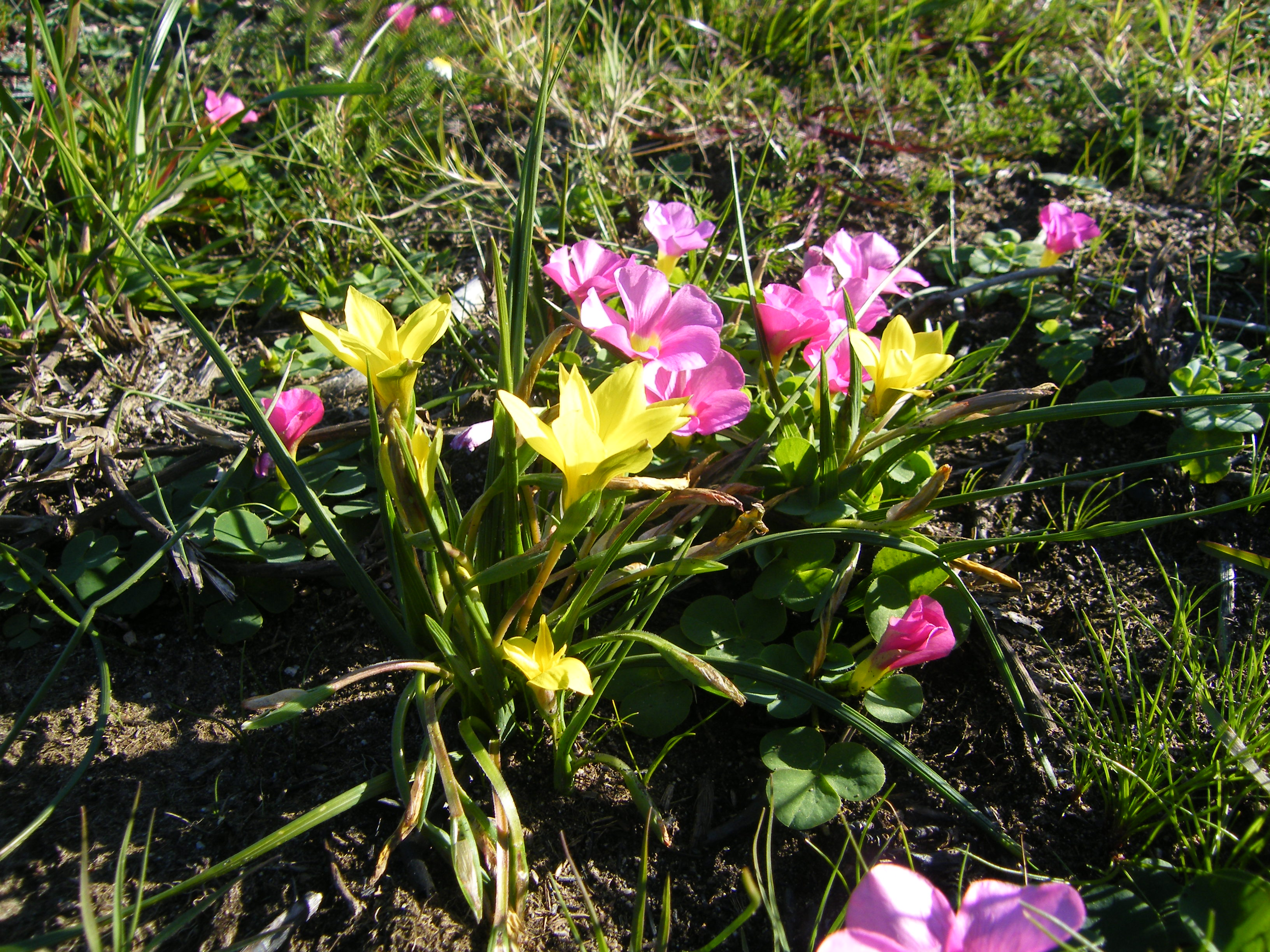
En su hábitat

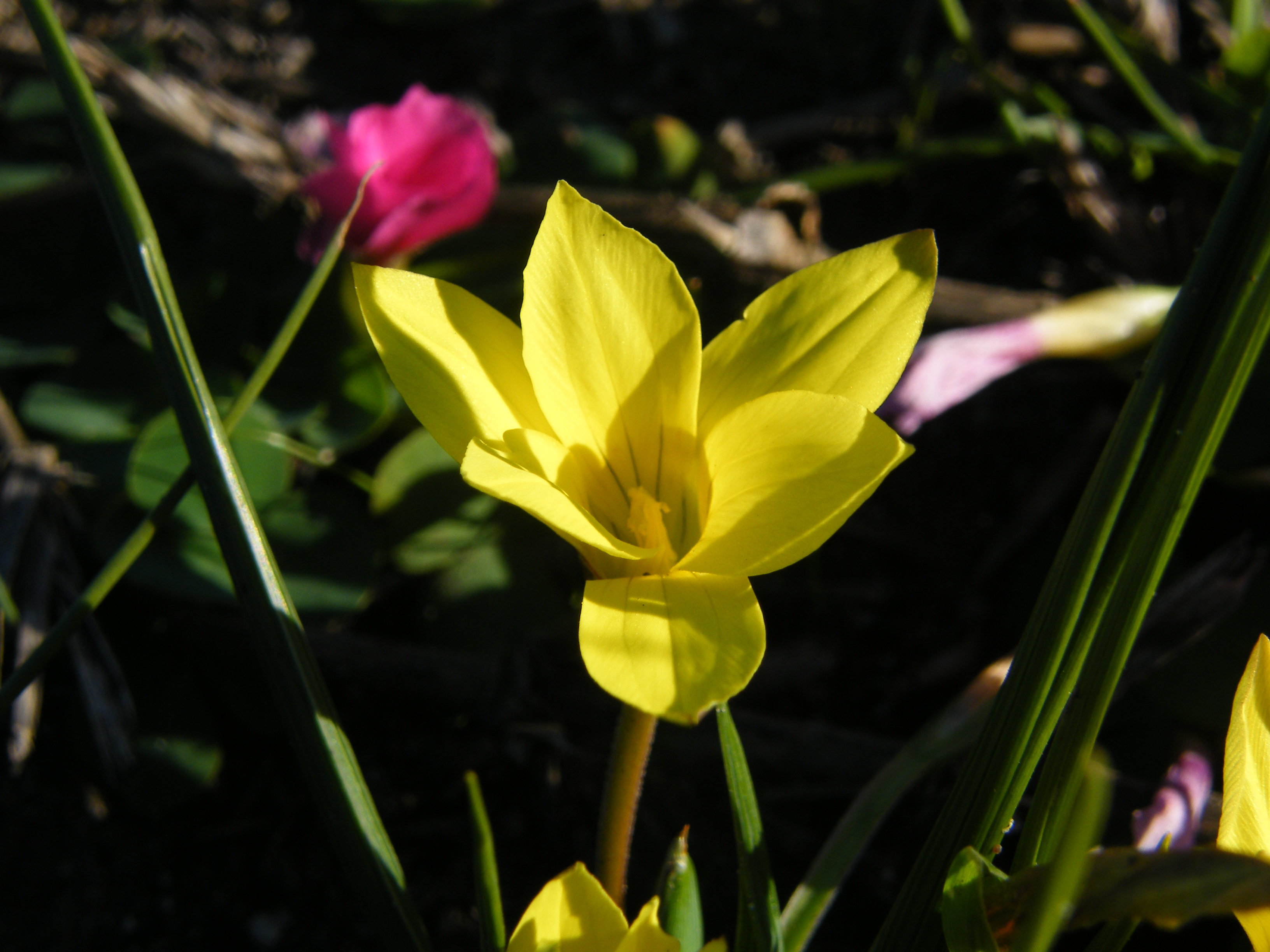
Flor

## Descripción
Romulea flava, es una planta herbácea perennifoliam geofita que alcanza un tamaño de 0.1 - 0.3  m de altura. Se encuentra a una altitud de 30 - 1065 metros en Sudáfrica

## Distribución
Romulea flava tiene formas amarillas y blancas. Esta especie es de larga floración, fácil de cultivar en el jardín y se encuentra en una variedad de condiciones y localizaciones en la zona de lluvias de invierno de Sudáfrica.

## Taxonomía
Romulea flava fue descrita por (Lam.) M.P.de Vos  y publicado en Journal of South African Botany 36: 273. 1970.
Etimología
Romulea: nombre genérico que fue nombrado en honor de Rómulo, el fundador de Roma en la leyenda.
flava: epíteto latíno que signifiva "amarillo"
Variedades aceptadas
- Romulea flava var. hirsuta (Bég.) M.P.de Vos
- Romulea flava var. minor (Bég.) M.P.de Vos
- Romulea flava var. viridiflora (Bég.) M.P.de Vos

Sinonimia
- Bulbocodium flavum (Lam.) Kuntze
- Bulbocodium latifolium (Baker) Kuntze
- Bulbocodium pudicum (Banks ex Ker Gawl.) Kuntze
- Geissorhiza pudica (Sol. ex Ker Gawl.) Klatt
- Geissorhiza recurvifolia (Poir.) Klatt
- Ixia flava Lam.
- Ixia pudica Banks ex Ker Gawl.
- Ixia pudica (Sol. ex Ker Gawl.) Roem. & Schult.
- Ixia recurva F.Delaroche
- Ixia recurvifolia Poir.
- Ixia reflexa Thunb.
- Romulea bachmannii Bég.
- Romulea bulbocodioides Baker
- Romulea candida (Ten.) Ten.
- Romulea flava var. flava
- Romulea latifolia Baker
- Romulea pudica (Banks ex Ker Gawl.) Baker
- Romulea recurva (Spreng.) Eckl.
- Romulea reflexa Eckl.
- Romulea rosea var. pudica (Banks ex Ker Gawl.) Baker
- Romulea rosea var. reflexa (Eckl.) Bég.
- Trichonema candidum Ten.
- Trichonema latifolium Herb. ex Baker
- Trichonema pudicum (Banks ex Ker Gawl.) Ker Gawl.
- Trichonema recurvifolium (Poir.) Ker Gawl.
- Trichonema recurvum Spreng.
- Trichonema reflexum (Eckl.) Steud.[6][7]